# سلیمان سیسه
سلیمان سیسه (به فرانسوی: Souleymane Cissé) (زاده ۲۱ آوریل ۱۹۴۰ - درگذشتهٔ ١٩ فوریهٔ ٢٠٢۵) کارگردان فیلم و فیلم‌نامه‌نویس اهل مالی بود.
سلیمان سیسه در سال ۱۹۴۰ در کشور مالی چشم به جهان گشود. ابتدا برای ادامه تحصیل به مسکو رفت و در آنجا تحصیل سینما کرد در مراجعت از شوروی در داکار به فیلمسازی مشغول گردید.
- عضو هیئت داوران جشنواره فیلم کن (۱۹۸۳)
- عضو هیئت داوران جشنواره فیلم ونیز (۱۹۹۶)

## فیلمشناسی
- پنج روز در یک زندگی (۱۹۷۳)
- دن مووسو, یک دختر (۱۹۷۵)
- بارا (۱۹۷۸)
- منابع الهام
- مشتاق
- خانه ما (در بخش نمایش ویژه جشنواره فیلم کن ۲۰۱۵ )